# Euroleague Basketball 2008-2009
L'Eurolega di pallacanestro 2008-2009 ha visto la vittoria del Panathinaikos. Juan Carlos Navarro venne nominato MVP della regular season, mentre Vasilīs Spanoulīs fu l'MVP delle Final Four.

## Squadre partecipanti
| Spagna - Saski Baskonia - Barcellona - Real Madrid - Málaga - Joventut Badalona | Italia - Mens Sana Siena - Virtus Roma - Olimpia Milano - Scandone Avellino | Grecia - Olympiakos - Panathīnaïkos - Paniōnios | Francia - Le Mans - Nancy  | Turchia - Fenerbahçe - Efes Pilsen |
| Croazia - Cibona Zagabria                                                       | Germania - Alba Berlino                                                     | Israele - Maccabi Tel Aviv                      | Lituania - Žalgiris Kaunas | Polonia - Sopot                    |
| Russia - CSKA Mosca                                                             | Serbia - Partizan                                                           | Slovenia - Olimpija Lubiana                     |                            |                                    |

## Regular season

### Gruppo A
|    | Squadra           | G  | V | P | PF  | PS  | P.ti |
| -- | ----------------- | -- | - | - | --- | --- | ---- |
| 1. | Málaga            | 10 | 8 | 2 | 771 | 698 | 18   |
| 2. | Olympiakos        | 10 | 6 | 4 | 815 | 748 | 16   |
| 3. | Maccabi Tel Aviv  | 10 | 6 | 4 | 815 | 811 | 16   |
| 4. | Cibona Zagabria   | 10 | 5 | 5 | 760 | 772 | 15   |
| 5. | Scandone Avellino | 10 | 3 | 7 | 754 | 814 | 13   |
| 6. | Le Mans           | 10 | 2 | 8 | 747 | 819 | 12   |

### Gruppo B
|    | Squadra         | G  | V | P | PF  | PS  | P.ti |
| -- | --------------- | -- | - | - | --- | --- | ---- |
| 1. | Barcellona      | 10 | 9 | 1 | 813 | 650 | 19   |
| 2. | Mens Sana Siena | 10 | 8 | 2 | 835 | 750 | 18   |
| 3. | Panathīnaïkos   | 10 | 7 | 3 | 763 | 707 | 17   |
| 4. | Sopot           | 10 | 2 | 8 | 675 | 734 | 12   |
| 5. | Žalgiris Kaunas | 10 | 2 | 8 | 716 | 812 | 12   |
| 6. | Nancy           | 10 | 2 | 8 | 706 | 855 | 12   |

### Gruppo C
|    | Squadra           | G  | V | P | PF  | PS  | Diff |
| -- | ----------------- | -- | - | - | --- | --- | ---- |
| 1. | Saski Baskonia    | 10 | 8 | 2 | 916 | 808 | +108 |
| 2. | Virtus Roma       | 10 | 6 | 4 | 814 | 786 | +28  |
| 3. | Fenerbahçe        | 10 | 6 | 4 | 779 | 755 | +24  |
| 4. | Alba Berlino      | 10 | 4 | 6 | 691 | 748 | −57  |
| 5. | Joventut Badalona | 10 | 4 | 6 | 800 | 810 | −10  |
| 6. | Olimpija Lubiana  | 10 | 2 | 8 | 725 | 818 | −93  |

### Gruppo D
|    | Squadra        | G  | V | P | PF  | PS  | Diff |
| -- | -------------- | -- | - | - | --- | --- | ---- |
| 1. | CSKA Mosca     | 10 | 7 | 3 | 774 | 644 | +130 |
| 2. | Real Madrid    | 10 | 6 | 4 | 740 | 707 | +33  |
| 3. | Olimpia Milano | 10 | 5 | 5 | 734 | 745 | −11  |
| 4. | Partizan       | 10 | 5 | 5 | 706 | 687 | +19  |
| 5. | Efes Pilsen    | 10 | 4 | 6 | 713 | 762 | −49  |
| 6. | Paniōnios      | 10 | 3 | 7 | 668 | 790 | −122 |

## Top 16

### Gruppo E
|    | Squadra        | G | V | P | PF  | PS  | Diff |
| -- | -------------- | - | - | - | --- | --- | ---- |
| 1. | Olympiakos     | 6 | 5 | 1 | 496 | 446 | +50  |
| 2. | Saski Baskonia | 6 | 4 | 2 | 556 | 474 | +82  |
| 3. | Olimpia Milano | 6 | 2 | 4 | 455 | 529 | −74  |
| 4. | Sopot          | 6 | 1 | 5 | 444 | 502 | −58  |

### Gruppo F
|    | Squadra          | G | V | P | PF  | PS  | Diff |
| -- | ---------------- | - | - | - | --- | --- | ---- |
| 1. | Barcellona       | 6 | 5 | 1 | 508 | 429 | +79  |
| 2. | Real Madrid      | 6 | 5 | 1 | 505 | 487 | +18  |
| 3. | Maccabi Tel Aviv | 6 | 2 | 4 | 459 | 481 | −22  |
| 4. | Alba Berlino     | 6 | 0 | 6 | 427 | 502 | −75  |

### Gruppo G
|    | Squadra       | G | V | P | PF  | PS  | Diff |
| -- | ------------- | - | - | - | --- | --- | ---- |
| 1. | Panathīnaïkos | 6 | 5 | 1 | 503 | 428 | +75  |
| 2. | Partizan      | 6 | 4 | 2 | 420 | 434 | −14  |
| 3. | Málaga        | 6 | 2 | 4 | 484 | 461 | +23  |
| 4. | Virtus Roma   | 6 | 1 | 5 | 441 | 525 | −84  |

### Gruppo H
|    | Squadra         | G | V | P | PF  | PS  | Diff |
| -- | --------------- | - | - | - | --- | --- | ---- |
| 1. | CSKA Mosca      | 6 | 5 | 1 | 454 | 377 | +77  |
| 2. | Mens Sana Siena | 6 | 4 | 2 | 472 | 456 | +16  |
| 3. | Cibona Zagabria | 6 | 2 | 4 | 423 | 456 | −33  |
| 4. | Fenerbahçe      | 6 | 1 | 5 | 384 | 444 | −60  |

## Quarti di finale
| Squadra 1     | Serie | Squadra 2       | Gara 1  | Gara 2  | Gara 3  | Gara 4  | Gara 5  |
| ------------- | ----- | --------------- | ------- | ------- | ------- | ------- | ------- |
| Olympiakos    | 3 - 1 | Real Madrid     | 88 - 79 | 79 - 73 | 63 - 71 | 78 - 75 | –       |
| Barcellona    | 3 - 2 | Saski Baskonia  | 75 - 84 | 85 - 62 | 62 - 69 | 84 - 63 | 78 - 62 |
| Panathīnaïkos | 3 - 1 | Mens Sana Siena | 90 - 85 | 79 - 84 | 72 - 53 | 91 - 84 | –       |
| CSKA Mosca    | 3 - 0 | Partizan        | 56 - 47 | 77 - 50 | 67 - 56 | –       | –       |

## Final Four

### Semifinali
| Squadra 1  | Punteggio | Squadra 2     |
| ---------- | --------- | ------------- |
| Olympiakos | 82 - 84   | Panathīnaïkos |
| Barcellona | 78 - 82   | CSKA Mosca    |

### Finale 3º/4º posto
| Squadra 1  | Punteggio | Squadra 2  |
| ---------- | --------- | ---------- |
| Olympiakos | 79 - 95   | Barcellona |

### Finale 1º/2º posto
| Squadra 1     | Punteggio | Squadra 2  |
| ------------- | --------- | ---------- |
| Panathīnaïkos | 73 - 71   | CSKA Mosca |

| Eurolega 2008-2009      |
| ----------------------- |
| Panathinaikos 5º titolo |

## Formazione vincitrice
| N° | Naz.                   | Ruolo | Sportivo             |  | Alt. |  |
| -- | ---------------------- | ----- | -------------------- |  | ---- |  |
| 5  | Serbia (bandiera)      | G     | Dušan Kecman         |  | 197  |  |
| 6  | Grecia (bandiera)      | P     | Vasilīs Spanoulīs    |  | 193  |  |
| 7  | Grecia (bandiera)      | AP    | Stratos Perperoglou  |  | 203  |  |
| 8  | Stati Uniti (bandiera) | C     | Mike Batiste         |  | 204  |  |
| 9  | Grecia (bandiera)      | AG    | Antōnīs Fōtsīs       |  | 209  |  |
| 10 | Grecia (bandiera)      | G     | Nikos Chatzīvrettas  |  | 197  |  |
| 11 | Stati Uniti (bandiera) | G     | Drew Nicholas        |  | 196  |  |
| 12 | Grecia (bandiera)      | C     | Kōstas Tsartsarīs    |  | 209  |  |
| 13 | Grecia (bandiera)      | P     | Dīmītrīs Diamantidīs |  | 198  |  |
| 14 | Montenegro (bandiera)  | C     | Nikola Peković       |  | 210  |  |
| 15 | Grecia (bandiera)      | AG    | Dušan Šakota         |  | 211  |  |
| 19 | Lituania (bandiera)    | P     | Šarūnas Jasikevičius |  | 193  |  |
|    | Serbia (bandiera)      | All.  | Željko Obradović     |  |      |  |

## Premi

### Riconoscimenti individuali
- Euroleague MVP[1]:  Juan Carlos Navarro,  FC Barcelona
- Euroleague Final Four MVP[2]:  Vasilīs Spanoulīs  Panathinaikos
- Rising Star Trophy[3]:  Novica Veličković,  Partizan Belgrado
- Euroleague Best Defender[4]:  Dīmītrīs Diamantidīs,  Panathinaikos
- Alphonso Ford Trophy[5]:  Igor Rakočević,  TAU Cerámica
- Aleksandr Gomel'skij Coach of the Year[6]:  Duško Vujošević,  Partizan Belgrado
- Euroleague Club Executive of the Year:  Marco Baldi,  ALBA Berlino

### Quintetti ideali
- All-Euroleague First Team[1]:
  -  Terrell McIntyre,  Montepaschi Siena
  -  Juan Carlos Navarro,  FC Barcelona
  -  Igor Rakočević,  TAU Cerámica
  -  Iōannīs Mpourousīs,  Olympiakos
  -  Nikola Peković,  Panathinaikos
- All-Euroleague Second Team[1]:
  -  Theodōros Papaloukas,  CSKA Mosca
  -  Vasilīs Spanoulīs,  Panathinaikos
  -  Ramūnas Šiškauskas,  CSKA Mosca
  -  Erazem Lorbek,  CSKA Mosca
  -  Tiago Splitter,  TAU Cerámica